# Associatieovereenkomst
Een associatieovereenkomst, associatieverdrag of associatie-akkoord  is een samenwerkingsovereenkomst tussen de Europese Unie en een land dat geen lid is van de EU, aangeduid als "derde land". Doel van de associatieverdragen is het bevorderen van de economische en financiële samenwerking en handel. Andere doelen zijn politieke dialoog over veiligheid, democratie en mensenrechten, alsmede sociale, culturele en educatieve samenwerking. Het verdrag is bindend voor alle EU-landen.
De belangrijkste soorten zijn de 'Euro-mediterrane associatieovereenkomst' (EMA) met landen rond de Middellandse Zee, 'stabilisatie- en associatieovereenkomst' (SAO) met een aantal Balkanlanden, 'Europese Economische Ruimte-Overeenkomst' (EERO) met enkele Europese niet-EU-landen en 'ACS-Overeenkomst' (ACSO) met minder ontwikkelde landen buiten de EU (anno 2003 gesloten met 79 ACS-landen).

## Totstandkoming
Associatieverdragen zijn gebaseerd op Titel V, artikelen 216-218 van het "Verdrag betreffende de werking van de Europese Unie", dat overeenkomsten tussen EU- landen en derde landen regelt. Een associatieverdrag wordt na goedkeuring door alle lidstaten ondertekend namens de gehele EU, door de afzonderlijke EU-lidstaten en door het derde land waarmee de overeenkomst wordt gesloten. Omdat het verdrag bindend is voor alle EU-landen, dienen ook alle nationale parlementen in de EU-lidstaten en het Europees Parlement hun goedkeuring te geven voordat het van kracht wordt.
De details over de uitvoering van een associatieverdrag worden geregeld in meestal meerdere zogenaamde "protocollen", die onderdeel uitmaken van het verdrag. Wanneer het verdrag wordt verlengd of anderszins gewijzigd, gebeurt dat gewoonlijk door aanpassing van de protocollen.

## Doel
Associatieverdragen zijn in de eerste plaats economisch van aard, bedoeld om de economische samenwerking en handel te bevorderen. Zowel de EU-staten als het derde land hebben daarbij voordeel in de vorm van bijvoorbeeld lagere importtarieven op bepaalde goederen en toegang tot elkaars markt van goederen en diensten. Doorgaans bevatten zij ook nog afspraken over andere onderwerpen, zoals politieke samenwerking, democratie en mensenrechten.
Vaak krijgt het derde land financiële voordelen in de vorm van goedkope leningen, subsidies of jaarlijkse geldbedragen. De financiële bijdragen door rijkere landen zijn niet zonder eigenbelang. Er wordt van uitgegaan dat het investeren van geld in armere landen uiteindelijk wordt gecompenseerd door het creëren van nieuwe afzetmarkten en toegang tot grondstoffen. Daarbij is sprake van globalisering. 
Een belangrijke achterliggende gedachte is, dat door stimulering van de economie en financiële bijdragen ook democratie in zich ontwikkelende landen kan worden bevorderd en invloed worden uitgeoefend op het naleven van de mensenrechten. Naast de financiële voorwaarden bevatten associatieverdragen daarom gewoonlijk ook een paragraaf over mensenrechten en andere randvoorwaarden.
Bij kandidaat-EU-landen dient de associatieovereenkomst  als basis voor de uitvoering van het toelatingsproces. Het Griekse, allereerste akkoord uit 1961 werd overbodig na toetreding tot de EU. Het associatieverdrag met Turkije uit 1963, de "Ankara Association Agreement", had eigenlijk de basis moeten vormen voor een lidmaatschap, maar onder andere de verslechtering van het democratisch functioneren en de onafhankelijkheid van het rechtssysteem, de naleving van fundamentele rechten en vooral de Turkse weigering om het Aanvullend Protocol toe te passen op Cyprus heeft geleid tot stilstand in het toelatingsproces.
Ook de "Associatieovereenkomst tussen de Europese Unie en Oekraïne" is met name bedoeld als aanloop naar het lidmaatschap van de EU en dus ook een stabilisatie- en associatieovereenkomst. Artikel 2 begint dan ook met eerbiediging van de democratische beginselen, de mensenrechten en de fundamentele vrijheden, beginselen van soevereiniteit en territoriale integriteit, onafhankelijkheid en strijd tegen massavernietigingswapens als essentiële elementen van de overeenkomst. Pas in de Titels IV en V, vanaf artikel 25 komen handel en economie uitgebreid naar voren. Deze vormen wel de hoofdmoot van het verdrag.